# Logorun
Logorun je nenaseljeni otočić u Jadranskom moru, ispred Tribunja. Otok je od obale udaljen oko 200 metara, a nasuprot otoku je marina u Tribunju.  Od susjednog otoka Lukovnika ga dijeli 40 metara širok kanal.
Na ovom otoku je smješten rezervat za tovare (magarce), nekad vrlo raširenu domaću životinju u hrvatskom priobalju, otocima i zaleđu. To je postao prvi rezervat za magarce u svijetu.

## Vanjske poveznice
|  | Zajednički poslužitelj ima još gradiva o temi Logorun |